# Wojciech Pszczolarski
Wojciech Pszczolarski (Breslávia, 26 de abril de 1991) é um desportista polaco que compete no ciclismo nas modalidades de pista, especialista nas provas de pontuação e madison, e rota.
Ganhou uma medalha de bronze no Campeonato Mundial de Ciclismo em Pista de 2017 e três medalhas no Campeonato Europeu de Ciclismo em Pista entre os anos 2015 e 2018.

## Medalheiro internacional
| Campeonato Mundial | Campeonato Mundial     | Campeonato Mundial | Campeonato Mundial |
| Ano                | Lugar                  | Medalha            | Competição         |
| ------------------ | ---------------------- | ------------------ | ------------------ |
| 2017               | Hong Kong ( China)     | Medalha de bronze  | Pontuação          |
| Campeonato Europeu |                        |                    |                    |
| Ano                | Lugar                  | Medalha            | Competição         |
| 2015               | Grenchen ( Suíça )     | Medalha de ouro    | Pontuação          |
| 2017               | Berlim ( Alemanha)     | Medalha de bronze  | Madison            |
| 2018               | Glasgow ( Reino Unido) | Medalha de ouro    | Pontuação          |